# Санта-Мария-ла-Фосса
Санта-Мария-ла-Фосса (итал. Santa Maria la Fossa) — коммуна в Италии, располагается в регионе Кампания, в провинции Казерта.
Население составляет 2645 человек, плотность населения составляет 91 чел./км². Занимает площадь 29 км². Почтовый индекс — 81050. Телефонный код — 0823.
Покровителем коммуны почитается святой Реститут, празднование 29 мая.